# Siti di interesse comunitario della Sardegna
In Sardegna sono presenti alcune aree indicate come siti di interesse comunitario, di rilevante interesse ambientale in ambito CEE, riferiti alla regione biogeografica mediterranea. Le località, definite con l'acronimo SIC, sono state proposte sulla base del decreto 25/3/2005, pubblicato sulla Gazzetta Ufficiale della Repubblica Italiana n. 157 dell'8 luglio 2005 e predisposto dal Ministero dell'ambiente e della tutela del territorio e del mare ai sensi della direttiva CEE.

## Elenco dei SIC
| Codice Natura 2000 | Denominazione                                                    | Note | Estensione Ha | Coordinate     |
| ------------------ | ---------------------------------------------------------------- | --- | ------------- | -------------- |
| ITB010001          | Isola Asinara                                                    | | 9.669         | 41°03′N 8°16′E |
| ITB010002          | Stagno di Pilo e di Casaraccio                                   | | 1.879         | 40°52′N 8°14′E |
| ITB010003          | Stagno e ginepreto Platamona                                     | | 1.618         | 40°49′N 8°31′E |
| ITB010004          | Foci del Coghinas                                                | | 2.267         | 40°57′N 8°51′E |
| ITB010006          | Monte Russu                                                      | | 1.971         | 41°08′N 9°07′E |
| ITB010007          | Capo Testa                                                       | | 1.217         | 41°14′N 9°08′E |
| ITB010008          | Arcipelago La Maddalena                                          | | 20.955        | 41°11′N 9°27′E |
| ITB010009          | Capo Figari e Isola di Figarolo                                  | | 851           | 40°59′N 9°38′E |
| ITB010010          | Isole Tavolara, Molara e Molarotto                               | | 3.764         | 40°53′N 9°41′E |
| ITB010011          | Stagno di San Teodoro                                            | | 816           | 40°48′N 9°40′E |
| ITB010042          | Capo Caccia (con le Isole Foradada e Piana) e Punta del Giglio   | | 7.395         | 40°36′N 8°12′E |
| ITB010043          | Coste e isolette a nord-ovest della Sardegna                     | | 3.731         | 40°56′N 8°11′E |
| ITB010082          | Isola Piana (Asinara)                                            | | 510           | 40°59′N 8°13′E |
| ITB011102          | Catena del Marghine e del Goceano                                | | 14.984        | 40°23′N 8°55′E |
| ITB011109          | Monte Limbara                                                    | | 16.588        | 40°50′N 9°08′E |
| ITB011113          | Campo di Ozieri e pianure comprese tra Tula e Oschiri            | | 20.437        | 40°41′N 9°01′E |
| ITB011155          | Lago di Baratz — Porto Ferro                                     | | 1.306         | 40°41′N 8°12′E |
| ITB012211          | Isola Rossa (Trinità d'Agultu e Vignola) — Costa Paradiso        | | 5.409         | 41°04′N 8°56′E |
| ITB020012          | Berchida e Bidderosa                                             | | 2.639         | 40°30′N 9°48′E |
| ITB020013          | Palude di Osalla                                                 | | 981           | 40°21′N 9°42′E |
| ITB020014          | Golfo di Orosei                                                  | | 28.941        | 40°09′N 9°36′E |
| ITB020015          | Area del Monte Ferru di Tertenia                                 | | 2.633         | 39°43′N 9°38′E |
| ITB020040          | Valle del Temo                                                   | | 1.947         | 40°20′N 8°33′E |
| ITB020041          | Entroterra e zona costiera tra Bosa, C. Marrargiu e P.to Tangone | | 29.634        | 40°24′N 8°27′E |
| ITB021101          | Campeda                                                          | | 4.668         | 40°19′N 8°43′E |
| ITB021103          | Monti del Gennargentu                                            | | 44.713        | 39°57′N 9°20′E |
| ITB021107          | Monte Albo                                                       | | 8.832         | 40°29′N 9°34′E |
| ITB021156          | Monte Gonare                                                     | | 796           | 40°14′N 9°11′E |
| ITB022212          | Supramonte di Oliena, Orgosolo e Urzulei-Su Sercone              | | 23.487        | 40°11′N 9°28′E |
| ITB022214          | Lido di Orrì                                                     | | 485           | 39°54′N 9°40′E |
| ITB022215          | Riu Sicaderba                                                    | | 932           | 39°54′N 9°28′E |
| ITB022217          | Su de Maccioni — Texile di Aritzo                                | | 450           | 39°57′N 9°10′E |
| ITB030016          | Stagno di S'Ena Arrubia e territori limitrofi                    | | 279           | 39°49′N 8°33′E |
| ITB030032          | Stagno di Corru S'Ittiri                                         | | 5.699         | 39°44′N 8°29′E |
| ITB030033          | Stagno di Pauli Maiori di Oristano                               | | 385           | 39°52′N 8°37′E |
| ITB030034          | Laguna di Mistras di Oristano                                    | | 1.614         | 39°54′N 8°28′E |
| ITB030035          | Stagno di Sale 'e Porcus                                         | | 697           | 40°00′N 8°26′E |
| ITB030036          | Stagno di Cabras                                                 | | 4.806         | 39°57′N 8°29′E |
| ITB030037          | Stagno di Santa Giusta                                           | | 1.144         | 39°51′N 8°35′E |
| ITB030038          | Stagni di Putzu Idu (Salina Manna e Pauli Marigosa)              | | 594           | 40°02′N 8°23′E |
| ITB030039          | Isola Mal di Ventre                                              | | 375           | 39°59′N 8°18′E |
| ITB030080          | Scoglio del Catalano                                             | | 122           | 39°52′N 8°16′E |
| ITB031104          | Media valle del Tirso e altopiano di Abbasanta — Rio Siddu       | | 8.999         | 40°04′N 8°49′E |
| ITB032201          | Riu Sos Mulinos — Sos Lavros — Monte Urtigu                      | | 26            | 40°07′N 8°38′E |
| ITB032219          | Sassu — Cirras                                                   | | 248           | 39°50′N 8°33′E |
| ITB032228          | Is Arenas                                                        | | 1.283         | 40°03′N 8°28′E |
| ITB032229          | Is Arenas S'Acqua e S'Ollastu                                    | | 317           | 39°40′N 8°28′E |
| ITB032239          | San Giovanni di Sinis                                            | | 0,28          | 39°52′N 8°26′E |
| ITB040017          | Stagni di Murtas e S'Acqua Durci                                 | | 745           | 39°31′N 9°38′E |
| ITB040018          | Foce del Flumendosa — Sa Praia                                   | | 520           | 39°25′N 9°37′E |
| ITB040019          | Stagni di Colostrai e delle Saline                               | | 1.151         | 39°20′N 9°35′E |
| ITB040020          | Isola dei Cavoli, Serpentara, Punta Molentis e Campulongu        | Coincide quasi completamente con l'Area naturale marina protetta Capo Carbonara, comprende completamente le zone di protezione speciale ITB043026 Isola Serpentara, ITB043027 Isola dei Cavoli, comprende in parte la zona di protezione speciale ITB043028 Capo Carbonara e stagno di Notteri - Punta Molentis | 3.427         | 39°07′N 9°33′E |
| ITB040021          | Costa di Cagliari                                                | | 2.612         | 39°08′N 9°26′E |
| ITB040022          | Stagno di Molentargius e territori limitrofi                     | | 1.279         | 39°13′N 9°10′E |
| ITB040023          | Stagno di Cagliari, saline di Macchiareddu, laguna di S.ta Gilla | | 5.982         | 39°12′N 9°02′E |
| ITB040024          | Isola Rossa e Capo Teulada                                       | | 3.713         | 38°54′N 8°39′E |
| ITB040025          | Promontorio, dune e zona umida di Porto Pino                     | | 2.705         | 38°58′N 8°35′E |
| ITB040026          | Isola del Toro                                                   | | 63            | 38°51′N 8°24′E |
| ITB040027          | Isola di San Pietro                                              | | 9.275         | 39°08′N 8°15′E |
| ITB040028          | Punta S'Aliga                                                    | | 691           | 39°09′N 8°25′E |
| ITB040029          | Costa di Nebida                                                  | | 8.438         | 39°19′N 8°26′E |
| ITB040030          | Capo Pecora                                                      | | 3.847         | 39°28′N 8°26′E |
| ITB040031          | Monte Arcuentu e Rio Piscinas                                    | | 11.487        | 39°34′N 8°32′E |
| ITB040051          | Bruncu de Su Monte Moru — Geremeas (Mari Pintau)                 | | 136           | 39°10′N 9°21′E |
| ITB040055          | Campu Longu                                                      | | 107           | 39°07′N 9°30′E |
| ITB040071          | Da Piscinas a Riu Scivu                                          | | 2.854         | 39°31′N 8°27′E |
| ITB040081          | Isola della Vacca                                                | | 60            | 38°56′N 8°26′E |
| ITB041105          | Foresta di Monte Arcosu                                          | | 30.353        | 39°07′N 8°50′E |
| ITB041106          | Monte dei Sette Fratelli e Sarrabus                              | | 9.290         | 39°16′N 9°25′E |
| ITB041111          | Monte Linas — Marganai                                           | | 23.626        | 39°23′N 8°38′E |
| ITB041112          | Giara di Gesturi                                                 | | 6.393         | 39°45′N 8°56′E |
| ITB042207          | Canale Su Longuvresu                                             | | 8             | 39°01′N 8°53′E |
| ITB042208          | Tra Poggio la Salina e Punta Maggiore                            | | 9             | 39°05′N 8°21′E |
| ITB042209          | A nord di Sa Salina (Calasetta)                                  | | 4             | 39°05′N 8°21′E |
| ITB042210          | Punta Giunchera                                                  | | 54            | 39°06′N 8°25′E |
| ITB042216          | Sa Tanca e Sa Mura — Foxi Durci                                  | | 16            | 39°00′N 9°00′E |
| ITB042218          | Stagno di Piscinnì                                               | | 443           | 38°54′N 8°46′E |
| ITB042220          | Serra Is Tres Portus (Sant'Antioco)                              | | 258           | 38°59′N 8°26′E |
| ITB042223          | Stagno di Santa Caterina                                         | | 614           | 39°04′N 8°29′E |
| ITB042225          | Is Pruinis                                                       | | 95            | 39°02′N 8°27′E |
| ITB042226          | Stagno di Porto Botte                                            | | 1.227         | 39°02′N 8°34′E |
| ITB042230          | Porto Campana                                                    | | 197           | 38°53′N 8°52′E |
| ITB042231          | Tra Forte Village e Perla Marina                                 | | 0,32          | 38°55′N 8°55′E |
| ITB042233          | Punta di Santa Giusta (Costa Rei)                                | | 5             | 39°14′N 9°34′E |
| ITB042234          | Monte Mannu — Monte Ladu (colline di M. Mannu e M. Ladu)         | | 199           | 39°31′N 8°58′E |
| ITB042236          | Costa Rei                                                        | | 0,52          | 39°14′N 9°34′E |
| ITB042237          | Monte San Mauro                                                  | | 642           | 39°36′N 9°03′E |
| ITB042241          | Riu S. Barzolu                                                   | | 284           | 39°20′N 9°14′E |
| ITB042242          | Torre del Poetto                                                 | | 9             | 39°11′N 9°09′E |
| ITB042243          | Monte Sant'Elia, Cala Mosca e Cala Fighera                       | | 26            | 39°11′N 9°09′E |
| ITB042247          | Is Compinxius — Campo Dunale di Buggerru — Portixeddu            | | 626           | 39°25′N 8°25′E |
| ITB042250          | Da Is Arenas a Tonnara (Marina di Gonnesa)                       | | 528           | 39°16′N 8°25′E |